# Freaky Friday (film 2018)
Freaky Friday è un film per la televisione del 2018 diretto da Steve Carr. Il film, oltre ad essere basato sull'omonimo romanzo A ciascuno il suo corpo di Mary Rodgers, e anche la trasposizione del musical Disney tratto dal romanzo di Bridger Carpenter con gli stessi personaggi.
È stato trasmesso negli Stati Uniti sul canale pay Disney Channel il 10 agosto 2018 e in Italia il 22 dicembre.

## Trama
Le protagoniste di questo film sono la teenager Ellie e sua madre, Katherine Blake, indaffarata con i preparativi per il suo matrimonio. Durante un litigio, dopo che Ellie dice a Mike (il nuovo fidanzato della madre e futuro sposo) che non è suo padre, le due scambiano i loro corpi attraverso una clessidra.
Quindi, finché non troveranno una soluzione, Ellie dovrà vivere nel corpo della madre, e quindi dovrà avere tante responsabilità: occuparsi di suo fratello e soprattutto dei preparativi per il matrimonio. Anche Katherine dovrà vivere nel corpo di un'adolescente, in particolare dovrà partecipare alla cosiddetta "Caccia" una tradizione molto importante per la figlia.

## Colonna sonora
La colonna sonora, disponibile dal 10 agosto 2018, contiene dieci canzoni presenti nell'adattamento a musical.

### Tracce
1. Cozi Zuehlsdorff – What It's Like to Be – 2:14
2. Cozi Zuehlsdorff, Heidi Blickenstaff, Alex Désert e Kahyun Kim – Just One Day – 4:02
3. Cozi Zhuelsdorff e Heidi Blickenstaff – The Switch – 0:58
4. Cozi Zuehlsdorff, Heidi Blickenstaff, Dara Reneé e Sarah Willey – I Got This – 3:11
5. Cozi Zuehlsdorff, Ricky He, Jennifer Laporte, Isaiah Lehtinen, Dara Reneé e Sarah Willey – Oh Biology – 3:34
6. Heidi Blickenstaff – Parents Lie – 3:01
7. Cozi Zuehlsdorff, Ricky He, Jennifer Laporte, Isaiah Lehtinen, Dara Reneé e Sarah Willey – GO – 4:19
8. Cozi Zhuelsdorff e Heidi Blickenstaff – False Switchback – 0:42
9. Cozi Zuehlsdorff, Heidi Blickenstaff, Alex Désert e Jason Maybaum – Today & Ev'ry Day – 3:54
10. Cozi Zhuelsdorff – At Last It's Me – 2:31

## Promozione
Il primo trailer ufficiale è stato trasmesso negli Stati Uniti il 16 febbraio 2018, durante la prima TV di Zombies. Il 23 giugno 2018 è stato trasmesso il secondo trailer e il poster ufficiale.
In Italia il trailer ufficiale è andato in onda il 1º dicembre 2018.